# Leuchtturm Būšnieki
Der ehemalige Leuchtturm Būšnieki (lettisch Būšnieku bāka) befindet sich bei Staldzene, Gemeinde Ventspils (deutsch Windau). 
Er war ein Aufklärungs- und Navigationsobjekt der Sowjetmarine und hatte angeblich eine leistungsfähige Leuchte und moderne Elektronik. Da es ein Militärobjekt war, sind technische Einzelheiten nicht verfügbar und man ist auf Vermutungen oder Urteile von Experten angewiesen. Es sind keine Aufzeichnungen über das Objekt aus sowjetischer Zeit zu finden. Berichtet wurde von einer roten und weißen tetraedrischen Pyramide. Auf Karten wurde die gesamte Anlage nicht ausgewiesen. Die Ruine ist jetzt mit einem grünen Netz verkleidet und das Gelände ist weiterhin nicht frei zugänglich. Eine Nutzung ist aktuell nicht zu erkennen, es gibt aber immer wieder Planungen, das Objekt zu erschließen.
Man erkennt eine markante Struktur, die im Profil mit massivem Turm eher an eine klobige Kirche erinnert. Die Anlage wurde beim Abzug der Sowjetarmee unbrauchbar gemacht. Ende 2015 fanden weitere Abrissarbeiten statt.